# Sukiyaki Western Django
Sukiyaki Western Django (スキヤキ・ウエスタン ジャンゴ?, Sukiyaki Uesutan Jango) è un film del 2007, diretto da Takashi Miike. È un omaggio al western all'italiana: Miike ha infatti dichiarato di aver sempre desiderato dirigere uno spaghetti-western, che vedeva sempre in televisione quando era bambino, in compagnia di suo padre. Il titolo fa riferimento al film del 1966 Django e al sukiyaki, un piatto della cucina giapponese.
È stato presentato in concorso alla 64ª Mostra internazionale d'arte cinematografica di Venezia.

## Trama
Un pistolero di nome Piringo uccide un gruppo di uomini e racconta a un superstite, prima di ucciderlo, la storia degli Heike e dei Genji, due clan conosciuti come il Bianco e il Rosso, impegnati nella battaglia di Dan-no-ura.
Alcuni secoli dopo la battaglia di Dan-no-ura, un solitario pistolero si reca in Nevada, in un villaggio scosso dalla guerra tra i Bianchi, comandati dal raffinato Yoshitsune, che ama usare sia la pistola che la katana, e i Rossi, comandati dal rozzo Kiyomori, che ama leggere William Shakespeare e si fa chiamare dai suoi uomini Enrico.
Il pistolero incontra Ruriko, una donna alcolizzata che gli racconta la storia del villaggio, di come fu prima conquistato dai Rossi, e successivamente dai Bianchi, e della guerra tra i due clan che continua da anni. Il pistolero conosce anche Heiachi, il nipote di Ruriko, che ha perso la voce dopo aver assistito all'omicidio del padre, appartenente ai Rossi, da parte di Kiyomori. La madre, Shizuka, appartenente ai Bianchi, impazzì e tornò dal suo clan, in cerca di vendetta.
Sia i Bianchi che i Rossi tendono un agguato a Benkei, un uomo che nasconde una mitragliatrice dentro una bara. Kiyomori riesce a recuperare la preziosa arma, mentre il pistolero parla con Yoshitsune, che gli racconta della leggenda di una donna chiamata Bloody Benten, spietata assassina di cui gli raccontavano da bambino e contro cui aveva sempre sognato di combattere. Gli uomini di Yoshitsune rintracciano Shizuka e la uccidono davanti agli occhi di Ruriko e di Heiachi, che chiude gli occhi e non li riapre più, mentre il pistolero viene pestato a sangue. Ruriko decide quindi di vendicare suo figlio Akira e Shizuka, e di proteggere Heiachi, rivelando al pistolero di essere lei la letale Bloody Benten. Manda quindi suo marito dal vecchio Piringo, maestro di Ruriko e padre di Akira, che consegna all'uomo le armi di Bloody Benten.
Intanto Ruriko mostra al pistolero un tesoro, che viene piazzato nel villaggio, e viene trovato dai Bianchi, che vengono falcidiati dal pistolero, da Bloody Benten e dal marito di questa. Nel villaggio irrompe Kiyomori, con la sua letale arma, uno sparuto gruppo di Rossi e lo sceriffo del villaggio, che soffre di doppia personalità. Ne scaturisce una battaglia, che vede ovviamente in vantaggio Kiyomori, fino a quando viene abbattuto da Bloody Benten, che riesce così a vendicare figlio e nuora, ma viene successivamente uccisa dallo sceriffo, che a sua volta viene impalato dalla croce di una chiesa.
La resa dei conti tra il pistolero e Yoshitsune si svolge sotto una fitta nevicata. Yoshitsune sfodera la sua katana, con la quale blocca i proiettili del pistolero, che improvvisamente prende un'altra pistola e spara in faccia a Yoshitsune, uccidendolo.
Il pistolero consegna il tesoro e una pistola a Heiachi, che apre gli occhi davanti alle tombe dei genitori e della nonna. Il pistolero si allontana, mentre una didascalia informa che Heiachi, alcuni anni dopo, si recò in Italia e fu conosciuto come Django.

## Versione integrale
La versione internazionale del film dura 23 minuti meno di quella giapponese. Sono state infatti tagliate alcune sequenze che spezzavano il ritmo della pellicola. La versione integrale è disponibile solo in DVD, uscito esclusivamente in Giappone.

## Citazioni
- Il soggetto del film ricorda quello di La sfida del samurai, diretto da Akira Kurosawa nel 1961, e del suo remake non autorizzato Per un pugno di dollari, diretto da Sergio Leone nel 1964. Non solo il Django originale (vedi sotto) si rifaceva ad entrambi, ma la Toho, proprietaria dei diritti per il primo, pretese i diritti asiatici per gli altri due, che vennero venduti come una duologia.
- Molti sono i riferimenti a Django, diretto da Sergio Corbucci nel 1966:
  - La bara (che inoltre è la copia esatta di quella usata da Django), trascinata nel fango e contenente una mitragliatrice.
  - La croce che infilza lo sceriffo è la copia identica della croce sulla tomba della moglie di Django.
  - Il fatto che i due clan abbiano per simbolo un colore ricorda i seguaci del maggiore Jackson, che avevano per simbolo dei cappucci rossi.
  - La sigla finale è una versione orientalizzata del tema iniziale di Django.
  - Secondo le scritte finali, Heiachi anni dopo sarebbe divenuto famoso con il nome di Django.
  - Quando, all'inizio del film, Benkei sta per sparare al pistolero, questi si gira, spara al fucile e glielo leva di mano. Anche nel film del 1966 Django spara al Winchester del maggiore Jackson poco prima che faccia fuoco.
  - Per riuscire ad uccidere Kiyomori, Bloody Benten lo disarma sparandogli alle mani. L'uomo, con le mani rotte, rimane così in una posa che ricorda molto quella assunta da Django dopo che il gruppo dei messicani gli ha fracassato le mani. Il fatto che Kiyomori poco prima stesse usando la mitragliatrice che ha trovato nella bara è un ulteriore indizio a questa citazione.
  - Nel duello finale il pistolero spara sei colpi con la pistola normale ed uno con quella nascosta, per un totale di sette colpi. Il finale di Django è famoso per un piccolo errore di audio: infatti, malgrado la pistola di Django contenga solo sei proiettili, ne viene sparato un settimo. Un analogo riferimento è già presente nel film Il cavaliere pallido di Clint Eastwood.
- Kiyomori porta un'armatura che lo rende invulnerabile ai proiettili. Si tratta di un chiaro riferimento all'Uomo senza nome nel finale di Per un pugno di dollari.
- Yoshitsune ha la stessa sella del colonnello Mortimer in Per qualche dollaro in più, che contiene vari fucili ed armi da lungo raggio. Inoltre nella stessa scena in cui appare tale sella, vediamo Yoshitsune usare una pistola a lunga canna con calcio da fucile, la stessa del colonnello Mortimer.
- Nella scena in cui si racconta dell'arrivo di Kiyomori nella città, nella versione integrale, vediamo i suoi uomini cercare l'oro nel cimitero, chiaro riferimento a Il buono, il brutto, il cattivo di Sergio Leone.
- La sequenza in cui Benkei spara al torace di un uomo appartenente ai Rossi, e dal buco sul torace si vede Kiyomori è un riferimento ad un'analoga sequenza presente in Apocalypse domani, diretto da Antonio Margheriti nel 1980.
- Il nome del personaggio di Quentin Tarantino è Piringo, nome che ricorda quello di Ringo, protagonista di moltissimi Spaghetti Western come Una pistola per Ringo o Il ritorno di Ringo ma anche il soprannome di uno dei personaggi del suo Pulp Fiction.
- Uno degli uomini di Yoshitsune porta il fucile appoggiato alla spalla in una posa che ricorda molto quella del pistolero Sartana, personaggio divenuto famoso grazie a Gianni Garko. Un'ulteriore citazione da questo personaggio si ha nel duello finale, quando il pistolero estrae dalla manica sinistra una mini-pistola con la stessa rapidità e bravura con cui Sartana estraeva la propria.
- Piringo porta un poncho molto simile a quello di Clint Eastwood nella Trilogia del dollaro.
- Durante la scena dell'inseguimento da parte del clan dei Rossi alla carrozza che trascina la mitragliatrice, vediamo una delle ruote finire in una buca; il carro così si ferma all'improvviso ed il guidatore cade violentemente a terra. È una morte molto simile a quella che avviene ad uno sceriffo nel film Faccia a faccia di Sergio Sollima. Anche in questo film, infatti, uno sceriffo guida una diligenza e fa correre i cavalli a tal punto da rompere una delle ruote e di morire in seguito ad una violenta caduta a terra.
- La diligenza che trasporta la mitragliatrice prende fuoco ed esplode a causa delle casse di dinamite che conteneva. La scena ricorda molto quella presente in Giù la testa, di Sergio Leone, quando la diligenza di Juan Miranda esplode dopo che John l'ha riempita di dinamite.
- Prima di arrivare in città, il pistolero incontra un uomo che gli chiede se sia un "rosso" o un "bianco"; il pistolero però non risponde, e gli fa segno di saluto toccandosi il cappello. Arrivato alle porte della città, trova un uomo impiccato alle porte della città. Sono entrambi riferimenti all'arrivo dell'Uomo senza nome, interpretato da Clint Eastwood, a San Miguel, in Per un pugno di dollari, di Sergio Leone.
- Nella versione integrale, per punire Benkei, che ha perso la mitragliatrice, Yoshitsune gli spara ai testicoli; è un riferimento ai film di Quentin Tarantino, nella maggior parte dei quali c'è un personaggio a cui viene sparato nei genitali.
- Quando Kiyomori viene ferito alle mani non fa nessun cenno di dolore, ma appena Bloody Benten gli spara al ginocchio, urla e si lamenta. Infatti, come viene insegnato in Le iene, il ginocchio e lo stomaco sono le parti del corpo che, se colpite, provocano più dolore.
- La sequenza che mostra la storia di Bloody Benten è realizzata come se fosse un trailer, e ricorda i fake trailer presenti nella versione statunitense di Grindhouse, diretto da Quentin Tarantino e Robert Rodriguez nel 2007.
- La scena in cui lo sceriffo viene trainato da un cavallo è un omaggio a Keoma di Enzo G. Castellari.
- Nel film sono presenti alcuni "errori volontari", in ricordo di alcune caratteristiche molto presenti delle vecchie pellicole:
  - Lo sfondo del paesaggio in cui incontriamo Piringo è evidentemente un disegno. Addirittura quando il pistolero uccide uno dei tre aggressori vediamo il suo sangue imbrattare il "cielo".
  - Sempre nella scena iniziale, si può notare che il sole è appeso con un filo.
  - Durante l'inseguimento della diligenza da parte del clan dei Rossi, vediamo questi ultimi, a cavallo, venire attaccati con candelotti di dinamite. Quando la dinamite esplode, solo gli uomini cadono a terra morti, mentre i cavalli continuano a correre come se non fosse successo niente, anche se l'esplosione è avvenuta a meno di un metro da loro.

## Riconoscimenti
- 2002 - Mainichi Film Concours
  - Miglior scenografia
  - Migliori costumi